# 南シナ海判決
南シナ海判決（みなみシナかいはんけつ）では、1982年の国連海洋法条約附属書VIIに基づく南シナ海問題に関するフィリピン共和国と中華人民共和国の仲裁裁判（英語: Matter of the South China Sea Arbitration before an Arbitral Tribunal constituted under Annex VII to the 1982 United Nations Convention on Law of the Sea between the Republic of the Philippines and the People's Republic of China）、通称、南シナ海仲裁裁判 （みなみシナかいちゅうさいさいばん、英: South China Sea Arbitration）の判決（裁定）について説明する。
この事件は、中華人民共和国が、海域や島々の領有権を有すると主張してきた、いわゆる九段線に囲まれた南シナ海の地域について、フィリピンが国連海洋法条約の違反や法的な根拠がない権益の確認を常設仲裁裁判所に対して申し立てた仲裁裁判である。

## 経緯
2013年からフィリピンは中華人民共和国に対して警告を行ってきたが、中華人民共和国側が拒絶してきたため、2014年、フィリピンは常設仲裁裁判所に対してパネルを設置し、仲裁を要望した。
2016年7月12日、オランダ・ハーグの常設仲裁裁判所は、九段線とその囲まれた海域に対する中華人民共和国が主張してきた歴史的権利について、「国際法上の法的根拠がなく、国際法に違反する」とする判断を下した。
フィリピン側の提訴から常設仲裁裁判所の判決（本項判決）までの間、中国政府は仲裁裁判への出廷を拒否し、人工島の建設を継続した。

## 判決の概要
本判決では、中国の主張する九段線はほぼ認められず、フィリピン側の実質勝訴となった。本裁判は国連海洋法条約附属書VIIに基づき設置された裁判所であるため、本裁判所が管轄できる範囲は国際海洋法のみであり、陸等の領域主権については争えない。そのため、領域主権ではなく島自体について争われる事となった。
常設仲裁裁判所は、九段線内にある島々については、いずれも国連海洋法条約第121条3項の適用上、「岩」であるとし、「人間の居住又は独自の経済的生活を維持すること」ができる海洋地勢ではなく、EEZ及び大陸棚を形成しないと判断した。その他、裁判所は中国の人工島の建設活動によって第192条の海洋環境を保護・保全する義務、海洋環境を汚染する浚渫の実施により第194条1項、及び稀少・脆弱な生態系および絶滅危惧種等の生息地を保護・保全する義務に違反したと認めた。
- 中国の「九段線」内の海域に対する歴史的権利の主張は、国連海洋法条約（UNCLOS）上の権利を超え、それに反するものについては、合法的な法的効力を持たず、認められない[1]。
- 中国が「九段線」内の海域の資源に対する歴史的権利を主張する法的根拠はない[11]。
- スカボロー礁、ガベン礁（北側の礁のみ）、ケナン礁（ヒューズ礁を含む）、ジョンソン南礁、クアテロン礁及びファイアリー・クロス礁は、いずれも国連海洋法条約第121条３項の適用上、「岩」であり、「人間の居住又は独自の経済的生活を維持すること」ができる海洋地勢ではなく、EEZ及び大陸棚を形成しない。その為、12海里の領海のみを有する[1]。
- 南沙諸島の「高潮高地」はいずれも、国連海洋法条約121条3項で定める「人間の居住又は独自の経済的生活を維持すること」ができる海洋地勢ではなく、EEZ及び大陸棚を形成しない。
- 私人が伝統的漁業や零細漁業を行う権利は国際法上認められ、保護されており、2012年5月以降に中国が行ったフィリピン漁業者による操業の禁止は伝統的漁業権を侵害するものであってそれを尊重する義務と整合しない[1]。
- 中国は、「海上における衝突の予防のための国際規則に関する条約」上の規則の違反にあたる。また、同規則は一般的に受け入れられている国際的な規則、手続及び慣行を構成するもであるから、同時に「海上安全に関する国連海洋法条約」第94条の義務への違反にもあたる[1]。
- 中国の人工島の建設活動は第192条の海洋環境を保護・保全する義務、海洋環境を汚染する浚渫の実施により第194条1項、及び稀少・脆弱な生態系および絶滅危惧種等の生息地を保護・保全する義務の違反にあたる。中国は、紛争が紛争解決手続に継続している間には、紛争を悪化・拡大させない義務に違反し、仲裁裁判所による判決をより困難にしたことによる紛争を悪化・拡大させる行為があったと認める。加え、中国は人工島建設にあたって南シナ海近隣諸国に対し調整や協力について怠り第197条及び第123条の下での協力義務違反にあたる。さらに、中国政府が「海洋環境に対する重大かつ有害な変化をもたらす恐れ」について一切の嫌疑をかけなかったことは合理性に欠け、第206条の違反にあたる[1]。
- ミスチーフ礁、セカンドトーマス礁及びスビ礁は、いずれも満潮時に海面下に沈む「低潮高地」であり、いかなる海洋権限も有さない[2]。
- 本仲裁判決で決定されていないあらゆる争点についてのさらなる検討及び命令を留保する[1]。

## 各国の反応

### 中華人民共和国
中国外交部は日本時間の2016年7月12日と13日の両日に以下の声明を出した。

### フィリピン
仲裁裁判所の判断を前大統領ベニグノ・アキノ3世は歓迎した。しかし、ロドリゴ・ドゥテルテ大統領は「戦争は選択肢にない」として、中国と二国間協議を開始するためにフィデル・ラモス元大統領を特使として訪中させると発表し、判決を不服とする中国側もこれを歓迎し、ラモス元大統領も受諾を表明した。ドゥテルテ大統領は就任後初の施政方針演説で南シナ海を「西フィリピン海」と呼ぶ一方、「中国海としても知られている」とするなど中国への配慮を打ち出した。同年10月20日、ドゥテルテ大統領と習近平・中国国家主席（党総書記）は南シナ海判決を棚上げして各方面の協力で合意した。合意によりフィリピン漁民の操業が再開され、フィリピン領となる人工島の建設を中国が開始した。2017年4月に予定されていた南シナ海でのフィリピンの軍事作戦も「中国に頼まれ、大事な中国との友情を思って止めた」とドゥテルテ大統領は発言して中止し、同年5月のASEAN首脳会議では議長国のフィリピンは声明から中国を非難する文言を削除し、中国政府の称賛を受けた。同時期、中国は判決を受けて従来消極的だった「南シナ海行動規範」の草案作成に動いて中国に有利な形でASEANと大枠合意し、同年8月のフィリピンでのASEAN外相会議で承認され、同年11月にドゥテルテ大統領は南シナ海に触れない意向を示し、中国ASEAN首脳会議は大枠合意の内容で詳細を詰める交渉を開始することで合意し、フィリピンで発表されたASEAN議長声明ではそれまで掲載されてきた南シナ海問題への「懸念」の文言が消えて「中国とASEANの関係改善」への評価が盛り込まれた。2021年5月5日、南シナ海の領有権を巡る中国の主張を否定した南シナ海判決についてドゥテルテ大統領は、「ただの紙切れにすぎない」「（判決は）役に立たない。ゴミ箱に捨てよう」と述べ、中国政府と同様の言い回しで判決を否定した。

### 中華民国（台湾）
中華民国（台湾）が実効支配する太平島が「島」ではなく「岩」だとして排他的経済水域を認めない判断、さらには「中国の台湾当局」という表現が判決文にあることに対して、強く反発。蔡英文・総統は「裁定は台湾の権利を傷つけるもの」と反発し、実効支配する太平島に軍艦（康定級フリゲート迪化）を派遣した。また、日本との紛糾を避けて7月に予定していた日台海洋協力対話を延期した。

### アメリカ合衆国
海洋の自由を認める立場から、中華人民共和国の人工島建設に対して牽制するため、アメリカ軍は、海軍と空軍を使って、南シナ海で定期的に『航行の自由作戦』を実行している。

### 日本
日本国政府は2016年7月16日、仲裁裁判所の判決は「法的拘束力を持ち、すべての当事者によって尊重されなければならない」と述べ、中国政府に裁定を尊重し、遵守するよう求めた。

### ベトナム
2016年7月12日、ベトナムは仲裁裁判所の判決を歓迎し、平和と秩序を支持し、また、その地域における航行の自由と越境を支援すると発表した。

### シンガポール
シンガポール政府は2016年7月12日、南シナ海に関与するすべての当事者が、法的および外交的プロセスを尊重し、紛争を回避するよう求めた。